# Troiano Caracciolo, I principe di Melfi
Troiano Caracciolo (Napoli, ... – Melfi, 16 maggio 1520) è stato un nobile e militare italiano, III duca e I principe di Melfi.

## Biografia
Troiano era figlio di Giovanni, II duca di Melfi, e di sua moglie, Sveva Sanseverino.
Nel 1487, suo padre venne condannato a morte da Ferrante d'Aragona, il quale aveva scoperto la sua partecipazione a una congiura con altri baroni per spodestarlo, ma i feudi di famiglia gli vennero restituiti quando la corona spagnola nel Regno di Napoli si trovò minacciata dall'avanzata del re di Francia e quindi cercò l'appoggio dell'aristocrazia locale. Alfonso II confermò a Troiano il titolo di conte di Potenza. Per tutta risposta il giovane, che non aveva potuto sopportare di aver perso il padre in quel modo, fu uno dei primi aristocratici napoletani a rendere omaggio a Carlo VIII di Francia quando questi, il 22 febbraio 1495, fece il suo ingresso trionfale a Napoli. Dal sovrano francese il Caracciolo ottenne, oltre alla conferma del feudo di Potenza, anche il ducato di Melfi, che già era appartenuto al defunto genitore.
Quando Ferdinando II di Napoli però sbarcò nella capitale partenopea riconquistando il regno, Troiano decise di cambiare nuovamente bandiera e si schierò con gli aragonesi. Un mese dopo rimase ferito nella battaglia di Castelnuovo. Divenne consigliere militare del nuovo sovrano e, il 1 giugno 1496, prese parte alla battaglia di Sulmona. Rimase vicino al re durante la sua malattia in Abruzzo e lo accompagnò a Napoli, dove presenziò al suo letto di morte. Fu lui quindi ad ottenere l'incarico di portarsi a Gaeta per annunciare al figlio del defunto sovrano, Federico, la morte del genitore e la sua successione al trono. L'anno successivo, all'incoronazione, Troiano ebbe il privilegio di prendere parte alla cerimonia, reggendo le briglie del cavallo del sovrano. Poco dopo, per ordine di Federico I, prese parte a una spedizione militare contro il principe di Salerno. Nell'agosto del 1498 tenne a battesimo uno dei figli di Federico e ricevette da questi l'elevazione a principato del ducato di Melfi che già possedeva, oltre alla carica di Gran Siniscalco.
Sempre al servizio degli aragonesi, il Caracciolo venne quindi inviato in Puglia per contrastare la diffusione di un'epidemia di peste nella regione, ma con la nuova calata dei francesi nella penisola, nel febbraio del 1500, Troiano decise di propendere nuovamente per la causa del re di Francia. Quando Francesco I occupò Napoli, Troiano si pose agli ordini del duca di Nemours e prese parte a una campagna militare in Puglia e nello specifico alla battaglia di Cerignola (28 aprile 1503). Dopo essere stato ferito tre volte e di fronte all'impossibilità di vincere lo scontro, il principe di Melfi fuggì dapprima nel suo feudo, poi a Venezia e quindi in Francia.
A Lione, dove si era ritirato, decise di proteggere gli interessi dei nobili napoletani esuli dal regno aragonese che avevano cercato protezione in Francia. Col trattato del 1505, Ferdinando il Cattolico gli restituì i suoi feudi napoletani: tornò allora a Napoli, nuovamente al seguito degli aragonesi. Nel 1510, quando dal governo venne fatta la proposta di istituire anche nel napoletano l'Inquisizione, come era stato fatto in Spagna, il Caracciolo si scagliò violentemente contro questa idea, organizzando una processione riparatrice per le vie della città, dalla chiesa di San Lorenzo a quella dell'Annunziata.
Ritiratosi a vita privata, fu patrono dell'umanista Tristano Caracciolo e morì a Melfi il 16 maggio 1520.

## Ascendenza
|                                        |                      |                        | Genitori                   |  |  | Nonni |  |  | Bisnonni             |  |  | Trisnonni            |  |
|                                        |                      |                        |                            |  |  |       |  |  | Sergianni Caracciolo |  |  | Francesco Caracciolo |  |
|                                        |                      |                        |                            |  |  |       |  |  | Sergianni Caracciolo |  |  | Francesco Caracciolo |  |
|                                        |                      | Covella Sardo          |                            |  |  |       |  |  | Sergianni Caracciolo |  |  |                      |  |
| Troiano Caracciolo                     |                      |                        |                            |  |  |       |  |  | Sergianni Caracciolo |  |  |                      |  |
|                                        |                      | Caterina Filangieri    | Giovanni Nicola Filangieri |  |  |       |  |  |                      |  |  |                      |  |
|                                        |                      | Caterina Filangieri    | Giovanni Nicola Filangieri |  |  |       |  |  |                      |  |  |                      |  |
|                                        |                      | Caterina Filangieri    | Ceccarella Sanframondo     |  |  |       |  |  |                      |  |  |                      |  |
| Sergianni Caracciolo                   |                      | Caterina Filangieri    |                            |  |  |       |  |  |                      |  |  |                      |  |
|                                        |                      | Jacopo Caldora         | Giovanni Antonio Caldora   |  |  |       |  |  |                      |  |  |                      |  |
|                                        |                      | Jacopo Caldora         | Giovanni Antonio Caldora   |  |  |       |  |  |                      |  |  |                      |  |
|                                        |                      | Jacopo Caldora         | Rita Cantelmo              |  |  |       |  |  |                      |  |  |                      |  |
| Maria Caldora                          |                      | Jacopo Caldora         |                            |  |  |       |  |  |                      |  |  |                      |  |
|                                        |                      | Medea d'Evoli          | Niccolò d'Evoli            |  |  |       |  |  |                      |  |  |                      |  |
|                                        |                      | Medea d'Evoli          | Niccolò d'Evoli            |  |  |       |  |  |                      |  |  |                      |  |
|                                        |                      | Medea d'Evoli          | ?                          |  |  |       |  |  |                      |  |  |                      |  |
| Troiano Caracciolo I principe di Melfi |                      | Medea d'Evoli          |                            |  |  |       |  |  |                      |  |  |                      |  |
|                                        | Ludovico Sanseverino | Tommaso Sanseverino    |                            |  |  |       |  |  |                      |  |  |                      |  |
|                                        | Ludovico Sanseverino | Tommaso Sanseverino    |                            |  |  |       |  |  |                      |  |  |                      |  |
|                                        | Ludovico Sanseverino | Francesca Orsini       |                            |  |  |       |  |  |                      |  |  |                      |  |
| Giovanni Sanseverino                   | Ludovico Sanseverino |                        |                            |  |  |       |  |  |                      |  |  |                      |  |
|                                        |                      | Caterina Sanseverino   | Tommaso Sanseverino        |  |  |       |  |  |                      |  |  |                      |  |
|                                        |                      | Caterina Sanseverino   | Tommaso Sanseverino        |  |  |       |  |  |                      |  |  |                      |  |
|                                        |                      | Caterina Sanseverino   | ?                          |  |  |       |  |  |                      |  |  |                      |  |
| Sveva Sanseverino                      |                      | Caterina Sanseverino   |                            |  |  |       |  |  |                      |  |  |                      |  |
|                                        |                      | Antonio Sanseverino    | Ruggero Sanseverino        |  |  |       |  |  |                      |  |  |                      |  |
|                                        |                      | Antonio Sanseverino    | Ruggero Sanseverino        |  |  |       |  |  |                      |  |  |                      |  |
|                                        |                      | Antonio Sanseverino    | Covella Ruffo              |  |  |       |  |  |                      |  |  |                      |  |
| Giovanna Sanseverino                   |                      | Antonio Sanseverino    |                            |  |  |       |  |  |                      |  |  |                      |  |
|                                        |                      | Celia Orsini del Balzo | Raimondo Orsini del Balzo  |  |  |       |  |  |                      |  |  |                      |  |
|                                        |                      | Celia Orsini del Balzo | Raimondo Orsini del Balzo  |  |  |       |  |  |                      |  |  |                      |  |
|                                        |                      | Celia Orsini del Balzo | Maria d'Enghien            |  |  |       |  |  |                      |  |  |                      |  |
|                                        |                      | Celia Orsini del Balzo |                            |  |  |       |  |  |                      |  |  |                      |  |